# 바질리스크 ~코우가인법첩~
《바질리스크 ~코우가인법첩~》(일본어: バジリスク 〜甲賀忍法帖〜 バジリスク 〜こうがにんぽうちょう〜[*]）은 야마다 후타로의 소설 《코우가인법첩》을 원작으로 세가와 마사키가 그린 만화작품 및 그것을 원작으로 한 TV 애니메이션작품이다. 대한민국에서는 서울문화사를 통해 정식 라이선스 출간되었으며, 케이블 채널 애니박스를 통해 방영되었다.

## 개요
2003년부터 2004년에 걸쳐 〈영매거진 Uppers〉(코단샤)에 연재. 2004년, 제28회 코단샤 만화상 일반 부문 수상.
2005년, GONZO에 의해 애니메이션화. 일본의 애니메이션으로서는 처음으로 개인투자가를 위한 펀드를 이용해 제작 자금을 모아 주목받았다.

## 줄거리
"두 손을 맞잡고, 양가를 묶은 숙원의 쇠사슬을 끊자"
4백년이란 긴 시간에 걸쳐진 코우가와 이가의 숙원을 끊고 함께 살 것을 맹세한 코우가의 겐노스케와 이가의 오보로. 그러나, 서로 사랑하는 두사람은 서로 죽여야 할 운명에 처하게 된다.
게이초 19년(1614). 73세 고령인 도쿠가와 이에야스는 고민하고 있었다. 두 명의 손자중 형인 타케치요를 쇼군으로 삼을 것인가, 총명한 동생인 쿠니치요를 삼을 것인가. 고민 끝에 도쿠가와는 양대 닌자 명문파인 〈코우가〉와〈이가〉에서 각각 쇼군 후보를 정한 후 10:10 닌자 술법을 펼쳐 승리하는 쪽의 쇼군 후보를 쇼군으로 삼기로 한다. 동생·쿠니치요를 상징하게 된 코우가, 형·타케치요를 상징하게 된 이가는 선대에 맺어진 〈부정의 약정〉이 풀려 서로 참혹하게 죽이는 닌자 술법 살육전을 펼치게 된다. 하지만 이것은 단순히 후계자를 결정하려는 것만이 아니고 세력이 너무 강해 두려움의 대상이 된 닌자단을 견제하려는 정치적인 목적도 포함한 것이었다. 처참한 싸움의 끝에 한 명, 또 한 명 없어져 가는 닌자들... 이기는 것은 코우가인가, 이가인가. 과연 끝까지 살아남는 자는?

## 등장인물
성우는 일본 성우/ 한국 성우 순으로 표기.

### 코우가 만지다니
- 코우가 겐노스케

성우: 토리우미 코스케 / 구자형
단죠의 손자(애니메이션 판에서는 혈연관계 아님). 코우가 만지다니 후계자.
과묵하지만 배려심이 깊고, 그에게 살의를 가지고 공격해오는 자를 자멸시키는 〈동술〉을 사용한다. 이가의 오보로와 연인 사이이며 코우가와 이가가 화합하는 미래를 꿈꾸고 있다.
- 코우가 단죠

성우: 코바야시 키요시 / 김규식
코우가 닌자단을 이끄는 우두머리.
과거 이가의 오겐과 연인 사이였으나 양가의 오해로 이루어지지 못했다. 체내에 독침을 숨겨두고 있다.
- 카게로

성우: 하야미즈 리사 / 이민하
만지다니단의 여자 닌자. 얌전한 성격에 누구나 한번쯤 안아보고 싶어하는 요염한 미녀. 하지만 그녀가 정욕에 몸을 맡길 때는 숨이 맹독으로 변하기 때문에, 그녀를 안은 사람은 죽게된다.
겐노스케를 짝사랑하여 이가와 오보로를 혐오한다. 본래는 겐노스케와 비슷한 가문출신이기 때문에 결혼 할 수 있지만, 독을 내뿜는 체질 때문에 겐노스케와 엮일 수 없는 것을 원망스럽게 여기고 있다.
- 무로가 효마

성우: 미야바야시 야스시 / 최석필
겐노스케의 스승이자 작은 아버지. 냉정·침착한 두뇌파. 만지다니단의 참모.
장님이지만 그 대신 다른 감각이 발달하였으며(특히 청각) 상대방의 살기를 누구보다도 빨리 알아챈다. 한밤중에만 겐노스케와 마찬가지로 동술을 사용할 수 있다.
- 카스미 교부

성우: 키타가와 카츠히로 / 시영준
벽이나 땅 속에 자유롭게 숨어들어 모습을 감출수 있다. 어린시절 이가 사람들에게 아버지를 잃었다. 괴력의 소유자.
- 키사라기 사에몬

성우: 우에다 유지 / 류승곤
오코이의 오빠. 여동생과 사이가 좋다. 조용한 성격이지만 임무를 할 때는 닌자다운 냉혹한 일면도 가지고 있다.
다른 사람과 똑같이 변신할 수 있는 능력을 가졌다. 목소리까지 똑같이 흉내내 적을 속인다.
- 지무시 쥬베

성우: 이마루오카 아츠시 / 양준건
팔,다리가 없지만 배의 비늘같은 것을 이용하여 보통 닌자보다 훨씬 빨리 이동할 수 있다. 또한 혀를 채찍처럼 사용하여, 상대방이 방심한 틈에 식도에 숨긴 창으로 급습한다. 특기는 점성술.
- 오코이

성우: 키무라 하루카 / 한경화
사에몬의 여동생. 글래머러스한 몸매의 소유자로 천진난만한 성격. 상대방과 피부를 밀착시켜 혈액을 빨아들인다. 오빠인 사에몬을 무척 따르며 애니메이션 판에서는 그러한 성향이 더욱 강조되었다.
- 우도노 죠스케

성우: 타이라 카츠이 / 최석필
닌자와는 거리가 멀 것같은 뚱보. 온 몸을 풍선처럼 부풀리거나 줄일 수 있다. 유연성이 좋아 어떠한 직접적인 공격도 통하지 않는다. 또한 탄성을 살린 고속이동이 가능하다. 여자를 밝히고 제멋대로인 성격.
- 카자마치 쇼겐

성우: 치지와 류사쿠 / 류승곤
거미와 같은 체형의 소유자로 입으로 내뱉는 가래는 아교의 접착력보다 수백배는 뛰어나, 거미줄처럼 줄을 치면 적을 움직이지 못하도록 포획할 수 있다.

### 이가 츠바가쿠레
- 오보로

성우: 미즈키 나나 / 하미경
오겐의 손녀(애니메이션 판에서는 혈연관계 아님.) 온화한 성격으로 조금 덜렁대는 경향이 있다. 그 성격 때문인지 닌술은 전혀 익히지 못했으나 보는 것만으로 모든 닌자의 술법을 파괴하는 <파환의 눈동자>를 가지고 태어났다. 겐노스케를 연모하고 있다.
- 오겐

성우: 쿄다 히사코 / 임수아
이가 닌자단의 수령. 과거 코우가 단죠와 연인사이였지만 양가의 오해로 이루어지지 못했다.
- 야쿠시지 텐젠

성우: 하야미 쇼 / 손정성
이가 닌자단의 부두목. 200년 이상 살아왔다고 하나 겉모습은 중년의 모습 그대로이다. 몇 번을 죽어도 다시 살아나는 불사의 몸이다. (또한 원작 원작・만화・애니메이션 각각 불사의 이유가 다르다) 냉혹・비겁한 성격이며 이가의 승리를 위해 수단을 가리지 않는다.
- 아케기누

성우: 와타나베 미사 / 권성은
이가 닌자단 여자 닌자. 오보로의 말동무. 전신의 모공에서 내뿜은 혈액으로 붉은 독안개를 만들어 적을 움직이지 못하게 만든다. 상처를 입은 코시로를 치료하면서 점점 코시로에게 특별한 감정을 갖게 된다.
- 치쿠마 코시로

성우: 하타노 와타루 / 임채헌
야쿠시지 텐젠의 시종. 흡식선풍으로 상대에게 자상(날카롭고 예리한 것에 베인 상처)를 입히는 기술을 가지고 있다. 혈기 왕성한 청년.등장 인물 중에서 유일하게 오보로를 아가씨라고 부른다.
- 야샤마루

성우: 야나기 나오키 / 김기흥
이가 닌자단에서 상당히 어린 편에 속하는 닌자. 여자의 머리카락에 짐승 기름을 바른 가는 실을 사용하여 적을 포박하거나 절단한다. 호타루비와 연인사이.
- 호타루비

성우: 사와시로 미유키 / 이영아
이가 닌자단에서 상당히 어린 편에 속하는 여자 닌자. 감정적으로 되기 쉬운 성격으로, 그 때문에 잔혹한 행동을 저지르기도 한다. 벌레나 작은 동물을 부려 환술을 쓴다. 항상 나비를 데리고 다닌다. 야샤마루와 연인사이.
- 미노 넨키

성우: 우츠미 켄지 / 권영호
전신이 털로 뒤덮여 있는 남자. 체모를 늘리거나 딱딱하게 하는 등 자유자재로 몸의 털을 움직여 공격한다.
- 아즈키 로우사이

성우: 아오노 타케시 / 유해무
몸집이 작은 노인. 노인이라고 생각되지 않을 만큼 민첩하며 손발을 자유자재로 늘리거나 줄일 수 있다.
- 아마요 진고로

성우: 우오 켄 / 김기흥
이가 닌자단의 참모. 회색피부의 중년 닌자. 달팽이처럼 소금에 닿으면 쭈글어들고, 물에 잠기면 원래대로 돌아오는 특이한 체질을 가졌다. 그 때문에 바다를 극도로 무서워한다.

### 그 외
- 도쿠가와 이에야스

성우: 오오히라 토오루 / 이종구
오고쇼(大御所,은퇴한 후에도 막강한 권력을 행사하는 정·재계 막후 실세). 3대 장군이 될 후계자를 정하기 위해 코우가와 이가의 부전의 약정을 풀게 한 장본인.
- 난코보 텐카이

성우: 무기 히토 / 유해무
도쿠가와에게 닌술대전을 진언한 도쿠가와 막부의 브레인.
- 야규 무네노리

성우: 와카모토 노리오 / 권영호
쇼군가 검술 사범. 1화의 닌술 상견에 도쿠가와의 가신 중 한 사람으로 입회하여, 상식을 넘은 닌자들의 싸움을 보고 경악한다.
- 핫토리 한조

성우: 타치키 후미히코 / 양준건
원작에서는 2대 핫토리 마사나리였으나 만화판에서는 4대 핫토리 마사나리이다. 이것은 원작에서 시대고증을 실수한 것을 만화판에서 수정했기 때문이다. 사실상 핫토리 마사나리의 장남 마사나리는 부하가 반란을 일으켜 이가동심(伊賀同心)의 지배력을 잃고 도망, 그 뒤를 이은 차남 핫토리 마사시게도 오오쿠보 나가야스 사건의 영향으로 관직에서 물러나게 된다. 원작 뒤에 발행된 야마다 후타로 작품(쿠노이치 인법첩 등)에서는 3남 마사히로가 4대 한조로 등장하기 때문에, 이것을 따라 본작도 수정된 것으로 보인다.
- 핫토리 쿄하치로

성우: 스기타 토모카즈 / 류승곤
가공의 인물이며 원작에서도 등장하지 않는다. 본작에서만 나오는 한조의 양자. 친부모는 2대 핫토리 한조인 마사나리. 시대 고증의 실수를 수정하기 위해 만화판에서 핫토리 한조가 2대에서 4대로 변경되었기 때문에, 원작에서의 "2대 핫토리 마사나리가 어린 시절의 겐노스케, 오보로와 대면했다"는 에피소드를 보완하는 역할을 한다.

## 단행본
한국어판
서울문화사에서 총 5권 (완결) 발행
- 바질리스크 코우가인법첩 1 / 2004년 11월 25일 발행 / ISBN 8953257964
- 바질리스크 코우가인법첩 2 / 2004년 12월 25일 발행 / ISBN 8953259231
- 바질리스크 코우가인법첩 3 / 2005년 2월 25일 발행 / ISBN 8953259576
- 바질리스크 코우가인법첩 4 / 2005년 3월 25일 발행 / ISBN 8953261791
- 바질리스크 코우가인법첩 5 / 2005년 4월 25일 발행 / ISBN 8953262003
- 바질리스크 코우가인법첩 (세트/전5권) /2005년 6월 2일 발행 / ISBN 0001004174

## 애니메이션

### 서브 타이틀
| 화수 | 부제(원제)                     | 부제(풀이) | 각본            | 그림 콘티       | 연출            | 작화 감독                     |
| ---- | ------------------------------ | ---------- | --------------- | --------------- | --------------- | ----------------------------- |
| 1    | 相思相殺（そうしそうさつ）     | 상사상살   | 무토 야스유키   | 기자키 후미노리 | 기자키 후미노리 | 치바 미치노리                 |
| 2    | 胎動弐場（たいどうにば）       | 태동이장   | 무토 야스유키   | 니시모토 유키오 | 니시모토 유키오 | 하시모토 히데키               |
| 3    | 凶蟲無惨（きょうちゅうむざん） | 흉충무참   | 오카다 마리     | 오오츠카 켄     | 무기노 아이스   | 이시노 사토시                 |
| 4    | 妖郭夜行（ようかくやこう）     | 요곽야행   | 무토 야스유키   | 코베 히로유키   | 코베 히로유키   | 코베 히로유키 오오기 켄이치   |
| 5    | 忍者六儀（しのびのりくぎ）     | 인자육의   | 무토 야스유키   | 히가시데 후토시 | 히가시데 후토시 | 히가시데 후토시               |
| 6    | 降涙恋慕（こうるいれんぼ）     | 강루연모   | 오카다 마리     | 魔貝昇天        | 치쿠시 다이스케 | 카와조에 아키라               |
| 7    | 人肌地獄（ひとはだじごく）     | 인기지옥   | 무토 야스유키   | 게스 야스히로   | 게스 야스히로   | 이지마 히로야                 |
| 8    | 血煙無情（ちけむりむじょう）   | 혈연무정   | 야마다 야스노리 | 사사지마 케이지 | 사카이 카즈오   | 하시모토 히데키               |
| 9    | 哀絶霖雨（あいぜつりんう）     | 애절림우   | 무토 야스유키   | 후카자와 마나부 | 게스 야스히로   | 후카자와 마나부               |
| 10   | 神祖御諚（しんそごじょう）     | 신조어정   | 무토 야스유키   | 니시모토 유키오 | 니시모토 유키오 | 카와조에 아키라               |
| 11   | 石礫無告（せきれきむこく）     | 석력무고   | 무토 야스유키   | 魔貝昇天        | 三泥無成        | 이시노 사토시 이지마 히로야   |
| 12   | 追想幻燈（ついそうげんとう）   | 추상환등   | 오카다 마리     | 시노하라 토시야 | 미즈모토 하즈키 | 이토 히데키                   |
| 13   | 胡蝶乱舞（こちょうらんぶ）     | 호접난무   | 야마다 야스노리 | 후쿠다 미치오   | 아와이 시게키   | 高鉾誠 Park Dae-yeol          |
| 14   | 散花海峡（さんげかいきょう）   | 산화해협   | 오카다 마리     | 니시모토 유키오 | 게스 야스히로   | 타케다 이츠코 하시모토 히데키 |
| 15   | 波涛獄門（はとうごくもん）     | 파도옥문   | 야마다 야스노리 | 코베 히로유키   | 코베 히로유키   | 코베 히로유키                 |
| 16   | 懐抱淡画（かいほうたんが）     | 회포담화   | 오카다 마리     | 黒津安明        | 이시하라 신지   | 이시노 사토시 이지마 히로야   |
| 17   | 昏冥流亡（こんめいるぼう）     | 혼명유망   | 무토 야스유키   | 시노하라 토시야 | 게스 야스히로   | 후카자와 마나부 林山人        |
| 18   | 無明払暁（むみょうふつぎょう） | 무명불효   | 야마다 야스노리 | 니시모토 유키오 | 야마다 히로카즈 | 金東俊 이지마 히로야          |
| 19   | 猛女姦謀（もうじょかんぼう）   | 맹녀간모   | 야마다 야스노리 | 마츠오 신       | 마츠오 신       | 이시이 히사시                 |
| 20   | 仁慈流々（じんじりゅうりゅう） | 인자류류   | 오카다 마리     | 후쿠다 미치오   | 노부타 유우     | 타케다 이츠코 카와조에 아키라 |
| 21   | 魅殺陽炎（みさつのかげろう）   | 매살양염   | 무토 야스유키   | 오오츠카 켄     | 니시모토 유키오 | 하시모토 히데키               |
| 22   | 鬼哭啾々（きこくしゅうしゅう） | 귀곡추추   | 무토 야스유키   | 아사이 요시유키 | 아사이 요시유키 | 무라타 토시하루               |
| 23   | 夢幻泡影（むげんほうよう）     | 몽환포영   | 무토 야스유키   | 키자키 후미노리 | 키자키 후미노리 | 이지마 히로야 이시노 사토시   |
| 24   | 来世邂逅（らいせかいこう）     | 내세해후   | 무토 야스유키   | 키자키 후미노리 | 키자키 후미노리 | 치바 미치노리                 |

### 주제가
- 오프닝 테마：〈코우가인법첩〉(작사·작곡：마타타비/노래：음양좌)

음양좌의〈코우가인법첩〉시리즈는 원작자인 야마다 후로타로에 대한 오마주인 것으로 알려져 있는데, 이 작품은 그 10번째 작품이다.
작사 작곡 맡은 마타타비는, 강력하게 자진하여 TV 버전(TV방송용 음악 편집판)을 만들지 않도록, 주어진 테마송 범위 시간 내에 맞춰 노래를 제작하였다고 한다.
또, 각 화의 부제도 〈귀곡추추〉〈몽환포영〉〈내세해후〉 등, 실제로 음양좌가 릴리즈 한 작품에서 가져와 사용되었다. 이것을 통해 음양좌가 이 애니메이션 작품에 있어 중요한 역할을 차지한 것을 엿볼 수 있다.
- 엔딩 테마：〈WILD EYES〉〈히메 무라사키〉(작·편곡：이이다 타카히로/작사·가：미즈키 나나)

### 방송국
일본 내 방송정보이다.
| 방송지역   | 방송국          | 방송기간                    | 방송시간                   |
| ---------- | --------------- | --------------------------- | -------------------------- |
| 미에현     | 미에 테레비     | 2005년 4월 12일 ~ 9월 20일  | 화요일 24시30분 ~ 25시00분 |
| 사이타마현 | 테레비 사이타마 | 2005년 4월 12일 ~ 9월 20일  | 화요일 25시00분 ~ 25시30분 |
| 교토부     | KBS 교토        | 2005년 4월 12일 ~ 9월 20일  | 화요일 25시30분 ~ 26시00분 |
| 카나가와현 | 테레비 카나가와 | 2005년 4월 14일 ~ 9월 22일  | 목요일 25시45분 ~ 26시15분 |
| 지바현     | 치바 테레비     | 2005년 4월 16일 ~ 9월 24일  | 토요일 25시35분 ~ 26시05분 |
| 일본전역   | AT-X            | 2005년 5월 17일 ~ 10월 25일 | ?                          |
| 일본전역   | 시대극 전문채널 | 2017년 6월 7일 ~ 8월 22일   | ?                          |

### 인터넷 라디오
애니메이션과 함께 인터넷 라디오로 〈바질리스크 ~코우가인방송~ 〉(매주 화요일 갱신)과 〈바질리스크 ~이가인방송~〉(매월 첫주 목요일 갱신)되어 방송되었다. 기본적인 코너는 거의 비슷하지만, 〈코우가 인방송〉은 코우가 겐노스케 역의 토리우미 코스케, 카게로 역의 하야미즈 리사가, 〈이가인 방송〉은 오보로 역의 미즈키 나나가 진행을 맡았다. (이따금 서로의 프로그램에 토리우미와 미스키가 번갈아 출연하기도 하였다).
코우가인방송은 총 51회 방송.